# العلاقات الغامبية الفنزويلية
العلاقات الغامبية الفنزويلية هي العلاقات الثنائية التي تجمع بين غامبيا وفنزويلا.

## مقارنة بين البلدين
هذه مقارنة عامة ومرجعية للدولتين:
| وجه المقارنة                                              | غامبيا       | فنزويلا                                  |
| --------------------------------------------------------- | ------------ | ---------------------------------------- |
| المساحة (كم2)                                             | 11.30 ألف    | 916.45 ألف                               |
| عدد السكان (نسمة)                                         | 2.10 مليون   | 28.87 مليون                              |
| الكثافة السكانية (ن./كم²)                                 | 185.84       | 31.5                                     |
| العاصمة                                                   | بانجول       | كاراكاس                                  |
| اللغة الرسمية                                             | لغة إنجليزية | اللغة الإسبانية، لغة الإشارة الفنزويلية ‏ |
| العملة                                                    | دالاسي غامبي | بوليفار فنزويلي                          |
| الناتج المحلي الإجمالي (بليون دولار)                      | 1.01 مليار   | 482.36 مليار                             |
| الناتج المحلي الإجمالي (تعادل القوة الشرائية) بليون دولار | 3.34 مليار   |                                          |
| الناتج المحلي الإجمالي الاسمي للفرد دولار أمريكي          | 471          |                                          |
| الناتج المحلي الإجمالي للفرد دولار أمريكي                 |              |                                          |
| مؤشر التنمية البشرية                                      | 0.441        | 0.762                                    |
| رمز المكالمات الدولي                                      | +220         | +58                                      |
| رمز الإنترنت                                              | .gm          | .ve                                      |
| المنطقة الزمنية                                           | 00           | 00                                       |

## منظمات دولية مشتركة
يشترك البلدان في عضوية مجموعة من المنظمات الدولية، منها:
| علم المنظمة | اسم المنظمة                        | تاريخ انضمام غامبيا | تاريخ انضمام فنزويلا |
| ----------- | ---------------------------------- | ------------------- | -------------------- |
|             | منظمة التجارة العالمية             | ?                   | ?                    |
|             | مؤسسة التمويل الدولية              | 19 سبتمبر 1983      | 28 ديسمبر 1956       |
|             | منظمة حظر الأسلحة الكيميائية       | ?                   | ?                    |
|             | الأمم المتحدة                      | 21 سبتمبر 1965      | 15 نوفمبر 1945       |
|             | الاتحاد الدولي للاتصالات           | 27 مايو 1974        | 13 أغسطس 1920        |
|             | منظمة الشرطة الجنائية الدولية      | ?                   | ?                    |
|             | البنك الدولي للإنشاء والتعمير      | 18 أكتوبر 1967      | 30 ديسمبر 1946       |
|             | الاتحاد البريدي العالمي            | ?                   | ?                    |
|             | وكالة ضمان الاستثمار متعدد الأطراف | 11 سبتمبر 1992      | 9 مايو 1994          |
|             | يونسكو                             | 1 أغسطس 1973        | 25 نوفمبر 1946       |

## وصلات خارجية
- موقع وزارة الخارجية الغامبية
- موقع وزارة الخارجية الفنزويلية